# Linha do tempo dos pedidos de impeachment de Michel Temer
Esta página é uma linha do tempo dos pedidos de impeachment de Michel Temer, em especial o pedido protocolado pelo advogado Mariel Marley Marra.

## 2015

### Dezembro
9 de dezembro - o primeiro pedido de impeachment protocolado contra o vice-presidente Michel Temer, de autoria do deputado Cabo Daciolo, tem como argumento, crime de responsabilidade por infringir a Lei de Responsabilidade Fiscal ao assinar decretos de abertura de crédito que resultaram na acusação das “pedaladas fiscais”.
21 de dezembro - é protocolado pelo advogado Mariel Marley Marra, o segundo pedido de impeachment do vice-presidente.
23 de dezembro - é arquivado por Eduardo Cunha, o primeiro pedido de impeachment de Michel Temer, apresentado pelo deputado Cabo Daciolo.

## 2016

### Janeiro
5 de janeiro - é arquivado por Eduardo Cunha, o segundo pedido de impeachment do vice-presidente da República, que foi apresentado pelo advogado Mariel Marley Marra.

### Abril
5 de abril - o ministro Marco Aurélio Mello, do Supremo Tribunal Federal (STF), determinou ao presidente da Câmara, Eduardo Cunha, que recebesse do advogado Mariel Marley Marra o pedido de impeachment do vice-presidente Michel Temer e enviasse o caso para análise de uma comissão especial a ser formada na Casa. O ministro Gilmar Mendes, do STF, ironizou a decisão em determinar o seguimento do pedido de impeachment e disse que não tinha conhecimento na lei de impeachment de vice-presidente.
6 de abril - Eduardo Cunha encaminhou ofício aos líderes partidários solicitando a indicação de integrantes para a comissão especial que analisará o pedido. No mesmo dia, Michel Temer afirmou se sentia agredido profissional e moralmente com a decisão do ministro Marco Aurélio. Também no dia 6 de abril, o Ministro do STF Celso de Mello negou pedido apresentado pelo deputado federal Cabo Daciolo para incluir Michel Temer no processo de impeachment já aberto contra Dilma Rousseff.
7 de abril - o advogado-geral da União, José Eduardo Cardozo, disse que a defesa do vice-presidente Michel Temer em um processo de impeachment já está pronta. Nesta data, a Câmara dos Deputados recorreu com recurso para que a decisão do ministro Marco Aurélio Mello, do Supremo Tribunal Federal (STF), fosse reavaliada pelo plenário da Corte.
8 de abril - o deputado Victor Mendes, (PSD-MA) cobrou, durante a sessão da Câmara dos Deputados que a casa não procrastinasse sobre o andamento do processo, argumentando que, "Existe uma sentença em vigor e essa sentença não está sendo cumprida. O silêncio dessa casa em relação a essa questão me incomoda". Nesta mesma data, o deputado Pedro Cunha Lima (PSDB-PB) cobrou imparcialidade de presidente da Câmara do Deputados que o processo de Temer recebesse o mesmo rito regimental do processo que pede o afastamento de Dilma.
11 de abril - o advogado Mariel Marley Marra solicitou ao ministro Marco Aurélio Mello, do Supremo Tribunal Federal (STF), que ordenasse ao presidente da Câmara, Eduardo Cunha (PMDB-RJ), a instalação da comissão para analisar o impeachment do vice-presidente Michel Temer em até 24 horas. Ele pediu que o ministro estabelecesse uma multa diária de até cem vezes o salário de Cunha, que equivale a cerca de R$ 3,37 milhões.
16 de abril - o Supremo Tribunal Federal recebeu mais um pedido do deputado federal Reginaldo Lopes (PT-MG), que alega que o processo de impeachment contra a presidente Dilma Rousseff deve ser analisado ao mesmo tempo que um processo contra Temer.
17 de abril - o ministro Marcos Aurélio negou o pedido do deputado Reginaldo Lopes dizendo que há de observar-se a autonomia das apurações e dos atos praticados pelos agentes políticos.
25 de abril - o ministro negou o pedido feito pelo advogado, por considerar que Cunha prestou esclarecimentos de que já começaram a tramitar procedimentos para a viabilização da comissão contra Temer. Nesta mesma data, sete senadores pediram que processos de impeachment contra a presidente Dilma Rousseff (PT) e o vice-presidente Michel Temer (PMDB) tramitassem ao mesmo tempo no Senado. O pedido feito por João Capiberibe (PSB-AP) foi assinado também por Cristovam Buarque (PSD-DF), Lídice da Matta (PSB-BA), Randolfe Rodrigues (Rede-AP), Paulo Paim (PT-RS), Walter Pinheiro (sem partido-BA) e Roberto Requião (PMDB-PR). O presidente do Senado, Renan Calheiros (PMDB-AL), negou o pedido, sob a alegação de que as denúncias contra os dois, apesar de se basearem em fatos idênticos, dizem respeito a atos administrativos independentes.
28 de abril - o senador Randolfe Rodrigues (Rede-AP) pregou uma peça à jurista Janaina Paschoal. Fazendo uma análise e apresentando a edição de decretos de créditos suplementares específicos, ele pediu a opinião da jurista sobre esses procedimentos. Nisto, ela defendeu que os créditos suplementares sem a autorização do Congresso Nacional configuram crime de responsabilidade e devem ser punidos com o impeachment, em seguida Randolfe respondeu: "Muito bem, fico feliz com sua opinião, porque a senhora acabou de concordar com o pedido de impeachment do vice-presidente Michel Temer. Essas ações que eu li foram tomadas pelo vice". Diante este fato, a jurista ficou constrangida tentando dar explicação e disse o seguinte: "O vice-presidente assina documentos por ausência do presidente, por delegação. Neste caso, não há o tripé de crimes continuados e intercalados entre si". Para ela, não havia indícios suficientes para pedir o impeachment, mas se houvesse ela iria pedir a saída de Temer, numa resposta dada ao senador Telmário Mota (PDT-RR).

### Maio
5 de maio - o Ministério Público Eleitoral recomendou que o TSE rejeite o pedido de Temer para a separação de contas.
6 de maio - o vice-líder do governo na Câmara, deputado Silvio Costa (PTdoB-PE), afirmou que o novo presidente da Câmara Federal, deputado Waldir Maranhão (PP-MA), se comprometeu em dar continuidade ao processo de impeachment do vice-presidente Michel Temer.
9 de maio - na noite de uma segunda-feira, o procurador-geral da República, Rodrigo Janot, defendeu em parecer ao Supremo Tribunal Federal a cassação da liminar do ministro Marco Aurélio Mello que determinava abertura deste processo de impeachment. Janot argumentou que a decisão de não abrir impeachment contra Temer por parte do então presidente da Câmara, Eduardo Cunha (PMDB-RJ), ocorreu dentro das regras. Em seu parecer, Janot lembrou que Eduardo Cunha explicitou que negou o pedido sobre Michel Temer porque os decretos foram assinados pelo vice-presidente antes da mudança da meta de resultado primário.
15 de maio - um ato chamado #foraTemer pedindo o impeachment do presidente em exercício, aconteceu na Praça da Liberdade, na Região Centro-Sul de Belo Horizonte, que segundo a organização, reuniu cinco mil pessoas, que são a favor de Dilma Rousseff.
17 de maio - o ministro Marcos Aurélio liberou o pedido de impeachment para entrar na pauta do plenário do STF e agora caberá ao presidente do Supremo, Ricardo Lewandowski, determinar quando o pedido de afastamento do atual presidente interino será julgado.

### Julho
21 de julho - o presidente eleito da Câmara, Rodrigo Maia, em uma entrevista publicada no G1, falou que a comissão especial para analisar o impeachment não será instalada enquanto líderes partidários não fizerem a indicação dos membros. Quando foi questionado sobre a possibilidade de pressionar os deputados líderes, ele disse que o STF não estabeleceu nenhum prazo para a instalação da comissão. O presidente disse ainda que é contra o impeachment.

### Dezembro
8 de dezembro - o PT protocolou mais um pedido baseado no caso denunciado pelo ex-ministro da Cultura Marcelo Calero. A peça, com 37 páginas, a que teve acesso o Estado, é assinada por 20 pessoas, sendo quatro juristas e o restante representantes de movimentos sociais. Com a ausência do presidente da Câmara dos Deputados, Rodrigo Maia (DEM-RJ), e sob protestos da oposição e dos movimentos, o pedido foi entregue ao Secretário Geral da Mesa, Wagner Padilha.
12 de dezembro - o presidente da Câmara dos Deputados, Rodrigo Maia, solicitou que o plenário do STF julgue a decisão do ministro Marco Aurélio, que determinou a instalação de uma comissão destinada a analisar o impeachment.

## 2017

### Abril
20 de abril - o ministro Marco Aurélio acolheu uma nova ação do advogado mineiro Mariel Marley Marra. Nesta nova ação o STF vai acionar o MPF para investigar se líderes partidários cometeram crime de desobediência e prevaricação ao não indicar nomes para a comissão.

### Maio
17 de maio - em delação à Procuradoria Geral da República, Joesley Batista, um dos donos da JBS, afirmou que gravou Temer, em 7 de março de 2017, dando o aval e incentivando-o a comprar o silêncio de Eduardo Cunha, em uma tentativa de impedi-lo de fazer delação premiada. A OAB demandou uma "rápida investigação a respeito da suposta obstrução da Justiça praticada pelo presidente da República." De acordo com a Constituição do Brasil, obstrução da Justiça é um dos crimes que podem embasar um processo de impeachment contra Temer. Entretanto, a imunidade presidencial impede sua submissão à prisão, incluindo em flagrante ou preventiva.
18 de maio - o advogado mineiro Mariel Marley Marra pediu um aditamento na quinta-feira, 18 de maio de 2017.